# Niekochanie
Niekochanie – utwór zespołu PIN i pierwszy singel promujący ich drugą płytę Muzykoplastyka, która ukazała się w sierpniu 2008. 
Autorzy:
- tekst – Aleksander Woźniak
- muzyka – Aleksander Woźniak, Andrzej Lampert, Sebastian Kowol

Piosenka szybko znalazła się na czołowych miejscach list przebojów w wielu rozgłośniach radiowych (m.in. Polskie Radio, Radio Zet, RMF FM, i Radio Eska).
Utwór znalazł się też wśród jedenastu propozycji do Sopot Festival 2008, w plebiscycie RMF FM na Przebój Lata 2008 znalazł się na 7 miejscu, a także na 16 miejscu w Hitach Roku 2008 Radia RMF FM.
Piosenka spodobała się również twórcom filmu Jak żyć? w reżyserii Szymona Jakubowskiego i została utworem promującym film (premiera filmu 15.07.2008). „Niekochanie” można usłyszeć również w serialu Barwy szczęścia.
Do piosenki powstały dwa teledyski:
- oficjalny teledysk PIN – z tancerką Żanetą Majcher
- wersja filmowa – z fragmentami filmu

Piosenka znalazła się na wielu składankach min. RMF FM Muzyka najlepsza pod słońcem 2008. (wyd. EMI Music)
24.04.2009 roku teledysk do piosenki zdobył Eska Music Awards 2009 w kategorii "Teledysk Roku"